# Máté Szabó
Máté Szabó (Budapest, 26 gennaio 1999) è un calciatore ungherese, attaccante del Kazincbarcika.

## Caratteristiche tecniche
È un'ala sinistra.

## Carriera

### Club
Cresciuto nel settore giovanile della Puskás Akadémia, nel gennaio del 2019 viene ceduto in prestito al Csákvári, con cui fa il suo esordio fra i professionisti il 14 aprile in occasione dell'incontro di Nemzeti Bajnokság II pareggiato 1-1 contro il Vác. Rientrato al termine della stagione, nel luglio seguente viene ceduto a titolo definitivo al Budafok.

### Nazionale
Ha giocato nella nazionale ungherese Under-21.

## Statistiche
Statistiche aggiornate al 12 marzo 2021.

### Presenze e reti nei club
| Stagione        | Squadra         | Campionato      | Campionato | Campionato | Coppe nazionali | Coppe nazionali | Coppe nazionali | Coppe continentali | Coppe continentali | Coppe continentali | Altre coppe | Altre coppe | Altre coppe | Totale | Totale | Totale |
| Stagione        | Squadra         | Comp            | Pres       | Reti       | Comp            | Pres            | Reti            | Comp               | Pres               | Reti               | Comp        | Pres        | Reti        | Pres   | Reti   |        |
| --------------- | --------------- | --------------- | ---------- | ---------- | --------------- | --------------- | --------------- | ------------------ | ------------------ | ------------------ | ----------- | ----------- | ----------- | ------ | ------ | ------ |
| gen.-giu. 2019  | Csákvári        | NB2             | 12         | 0          | CU              | 0               | 0               |                    | -                  | -                  |             | -           | -           | 12     | 0      |        |
| 2019-2020       | Budafok         | NB2             | 26         | 8          | CU              | 0               | 0               |                    | -                  | -                  |             | -           | -           | 26     | 8      |        |
| 2020-2021       | Budafok         | NB1             | 25         | 0          | CU              | 2               | 4               |                    | -                  | -                  |             | -           | -           | 27     | 4      |        |
| Totale carriera | Totale carriera | Totale carriera | 63         | 8          |                 | 2               | 4               |                    | -                  | -                  |             | -           | -           | 65     | 12     |        |